# نورث هورشام
نورث هورشام (به انگلیسی: North Horsham) یک روستا و محله مدنی در بریتانیا است که در Horsham District واقع شده‌است. نورث هورشام ۱۰٫۹۵ کیلومتر مربع مساحت و ۲۱٬۳۴۸ نفر جمعیت دارد.